# Linnéa Edgren
Linnéa Edgren (11 de marzo de 1904 - 23 de mayo de 1981) fue una actriz de nacionalidad sueca.

## Biografía
Su verdadero nombre era Syster Linnéa Spångberg, y nació en Ludvika, Suecia. 
Edgren debutó en el cine en 1927 con el film Spökbaronen, actuando en un total de seis producciones. 
Fallecida en Estocolmo, Suecia, en el año 1981, en el año 1927 se había casado con el director Gustaf Edgren, permaneciendo juntos hasta la muerte de él en 1954.  

## Filmografía
- 1927 : Spökbaronen
- 1928 : Svarte Rudolf
- 1932 : Värmlänningarna
- 1935 : Valborgsmässoafton
- 1936 : Johan Ulfstjerna
- 1959 : För katten